# Tierra Amarilla Land Grant

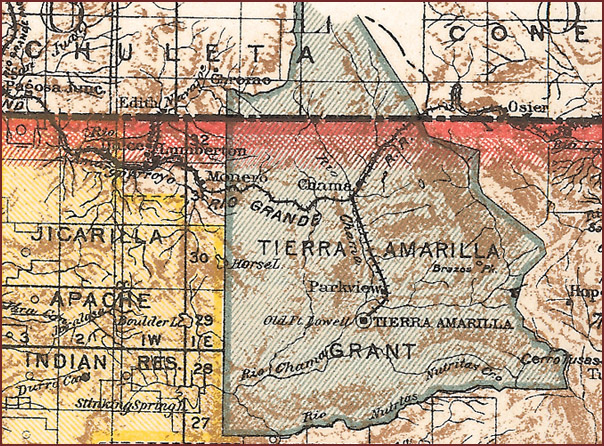
Eine Karte des Tierra Amarilla Land Grant in New Mexico und Colorado.

Hochland in der Nähe von Chama.

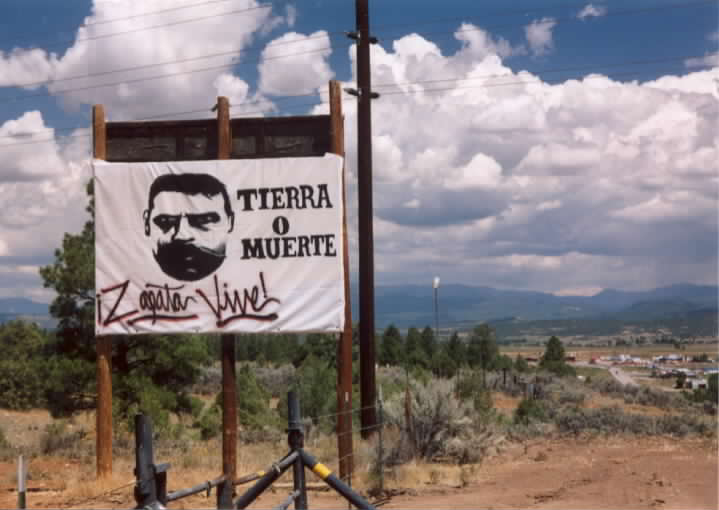
Land or Death! Zapata Lives! (Land oder Tod! Zapata lebt!) Emiliano Zapata war ein Revolutionär und Agrarreformer in Mexiko.

Die Tierra Amarilla Land Grant (dt.: „Landzuteilung für Tierra Amarilla“) im nördlichen New Mexico und südlichen Colorado umfasst eine Fläche von 2.405,92 km² (594.516 Acre/929 sq miles) im Bergland. Die Regierung von New Mexico vergab das Land 1832 an Manuel Martinez und seine Nachkommen. Es wurde in den 1860er Jahren von Hispanics besiedelt und die ursprünglichen Bewohner, die Ute-Indianer, wurden zum Wegzug gezwungen. Die Siedler erhielten kleine Grundstücke, doch der größte Teil des Landes im Grant-Gebiet wurde als common land zur Nutzung durch alle Siedler und ihre Nachkommen ausgewiesen. Nach der Eroberung New Mexicos im Jahr 1846 bestätigte die US-Regierung die Gültigkeit der Zuteilung, doch nachfolgende Maßnahmen der USA schützten nicht das Recht der Siedler auf Zugang zum Gemeinland. Der Politiker und Grundstücksspekulant Thomas Catron, Mitglied des Santa Fe Rings, erwarb bis 1883 fast das gesamte Land, verkaufte es jedoch später an eine Baugesellschaft. Der Zugang der hispanischen Siedler und ihrer Nachkommen zu den common lands wurde aufgehoben, als diese in den Besitz angelsächsischer Viehzüchter, Bauunternehmen und Spekulanten übergingen.
Rechtsstreitigkeiten und Proteste, teilweise mit Gewalt, zwischen den Nachkommen der hispanischen Siedler und Spekulanten, Viehzüchtern und Bauunternehmern über den Besitz und Zugang zu Land im Zuteilungsgebiet waren häufig und dauerten über 100 Jahre an. Der bekannteste Vorfall war die Besetzung des Bezirksgerichts des Rio Arriba County in Tierra Amarilla im Jahr 1967 (1967 occupation of the Rio Arriba county courthouse) durch hispanische Demonstranten, die behaupteten, dass das Zuteilungsland den Nachkommen der ursprünglichen Siedler gehören sollte. Später begannen die Jicarilla, deren Reservat an das Zuteilungsgebiet grenzt, Land zu kaufen und wurden im 21. Jahrhundert zum größten Landbesitzer im Zuteilungsgebiet.
David Correia fasste ein Jahrhundert der Kontroversen um Landvergabe zusammen. Die Erben und Aktivisten, die versuchten, Gemeinland für die gemeinsame Nutzung zu erhalten, wie es ursprünglich in den Landvergaben vorgesehen war, waren „in einem Rechtssystem [der Vereinigten Staaten] gefangen, das nicht in der Lage war, Gemeineigentum zu verstehen“ („trapped in a legal system [of the United States] incapable of understanding common property“).

## Geographie
Das Tierra Amarilla-Gebiet (Spanisch: „Gelbes Land“) erstreckt sich von Norden nach Süden über etwa 64 km und von Osten nach Westen über ca. 40 km und nimmt einen großen Teil des Rio Arriba County in New Mexico und einen kleinen Teil des Archuleta County in Colorado ein. Das Land beginnt im Süden am Rio Nutrias und erstreckt sich nach Norden bis zu den südlichen San Juan Mountains in Colorado. Der Großteil des Landes ist gebirgig. Die niedrigeren Lagen sind halbtrocken und die Vegetation besteht aus Grasland und Pinyon-Kiefernwäldern. In höheren Lagen findet man Nadelwälder. Die Höhenlagen des Land Grants reichen von 2028 m (6653 ft) am Zusammenfluss des Nutrias mit dem Rio Chama im Süden bis zu 3895 m (12.778 ft) am Banded Peak in Colorado. Zwei kleine Städte befinden sich in dem Gebiet: Tierra Amarilla (297 Ew. 2020) und Chama (Ew. 917). Chromo ist eine Community am Rande des Gebiets in Colorado. Die frühere Stadt El Vado, welche 1910 noch ca. 1.000 Einwohner hatte, ist inzwischen in den Wassern des El Vado Lake versunken.

## Geschichte
Am 20. Juli 1832 übertrug der Gouverneur von New Mexico an Manuel Martinez aus Abiquiu, seinen acht Nachkommen und „einigen anderen“ das Land, das den Tierra Amarilla Grant bildete. Martinez wurde angewiesen, kleine Grundstücke für Wohnzwecke und Landwirtschaft an Siedler zu verteilen, aber der Großteil sollte als Gemeinschaftsland für die Nutzung aller Bewohner des Grants ausgewiesen werden. In dem Dokument, mit dem die Landvergabe begründet wurde, wurde nicht erwähnt, dass die Capote Utes das Land besetzten und der hispanischen Besiedlung feindlich gegenüberstanden. Mehrere Versuche von Hispanics, Siedlungen auf dem Land des Grants zu gründen, scheiterten am Widerstand der Ute. Manuel Martinez starb 1846 und sein Sohn Francisco wurde der Anführer der Grant-Nehmer.
1846 eroberten die Vereinigten Staaten New Mexico. 1848 garantierte der Treaty of Guadalupe Hidalgo die Rechte von mexikanischen Bürgern
an Eigentum. 1860 bestätigte (confirmed) die U.S.-Regierung die Tierra Amarilla Grant. Die Entscheidung der USA war jedoch, dass Tierra Amarilla eine „private grant“ an Francisco Martinez gewesen sei im Gegensatz zu der ursprünglichen New Mexican Grant, welche als „community grant“ bezeichnet wurde. Darin sollte das Land in den Besitz einer Community von Siedlern gemeinsam übergehen. Durch die Erklärung zum Eigentümer von Tierra Amarilla wurde Martinez einer der größten Landbesitzer in den Vereinigten Staaten. Die Bezeichnung von Tierra Amarilla durch die USA als private Schenkung an Martinez wurde im Laufe der Jahre zum Anlass endloser Rechtsstreitigkeiten vor Gericht, da die Nachkommen der Siedler behaupteten, dass Tierra Amarilla vom ursprünglichen Schenker, der Regierung von New Mexico, als Schenkung an eine Gemeinschaft gedacht war.
In den späten 1850er Jahren begannen die Jicarilla Apache, nach Westen zu ziehen, um sich den Ute auf den Landgütern anzuschließen. 1868 gaben die Ute ihren Anspruch auf das Land der Tierra Amarilla auf und begannen, in ein Reservat im Westen Colorados umzusiedeln. Die Zusammenstöße zwischen Siedlern, Milizen und der US-Armee mit den Ute und Jicarilla dauerten bis 1872, als die Armee und die Milizen die letzten Ute zwangen, aus dem Landgut in ihr Reservat umzuziehen. 1886 richteten die USA an der Westgrenze des Landguts der Tierra Amarilla ein Reservat für die Jicarilla ein.
Zwischen 1860 und 1865 als die Bedrohung durch die Indianer abnahm, förderte Martinez die erste dauerhafte nicht-indianische Ansiedlung im Zuteilungsgebiet, indem er 130 hispanischen Familien mit insgesamt etwa 1.000 Einwohnern kleine Grundstücke überließ. Den Großteil des Landes erklärte er als Gemeinland zur Nutzung durch alle Siedler, ein typisches Merkmal der hispanischen Landnutzung in New Mexico. Nach amerikanischem Recht galt das Gemeinland jedoch als Eigentum von Martinez und geriet dadurch in Konflikt mit den hispanischen Gepflogenheiten. In der Zwischenzeit beanspruchten Martinez’ sieben Brüder und Schwester jeweils ein Achtel des Gemeinlandes des Zuteilungsgebiets und begannen, es an Grundstücksspekulanten zu verkaufen. Es folgte eine Flut von Spekulationen, in deren Folge im Jahr 1883 fast das gesamte Land von Tierra Amarilla Thomas B. Catron gehörte, einem Rechtsanwalt und Politiker und Mitglied des berüchtigten Santa Fe Rings von Grundstücksspekulanten. Catron reichte Klage ein, um seinen Besitzanspruch geltend zu machen und sich das Recht zu sichern, die 2.000 Siedler zu vertreiben, die zu diesem Zeitpunkt auf den Zuteilungsländern lebten. Sein Anspruch auf das Eigentum an dem Land wurde von einem englischsprachigen Gericht dreihundert Kilometer entfernt bestätigt und wurde den hispanischen Siedlern auf dem Konzessionsgebiet fast sieben Jahre lang nicht bekannt.
Trotz des Gerichtsurteils, das ihm das Eigentum an dem Land zusprach, versuchte Catron nicht, Siedler mit Eigentumstiteln (hijuelas) auf die kleinen Grundstücke zu vertreiben, die ihnen in den 1860er Jahren zugeteilt worden waren, noch verwehrte er ihnen den Zugang zu den Gemeindeflächen, sondern verpachtete Gemeindeflächen an Außenstehende zur Schafweide und Holzernte. Rechtliche Komplikationen bezüglich des Landbesitzes bereiteten ihm bei dem Versuch, das Land zu verkaufen, Probleme. 1909 verkaufte er es an Investoren der Arlington Land Company aus Minnesota für den bescheidenen Preis von 500.000 Dollar. Die Arlington Company und nachfolgende Eigentümer verkauften einen Großteil des Gemeindeeigentums an angelsächsische Viehzüchter und Holzfäller. Die hispanischen Siedler auf den Landflächen verloren so den Zugang zu den ehemaligen Gemeindeflächen für ihre traditionelle Nutzung des Landes wie Weidewirtschaft, Holzernte und Brennholzsammeln.

### Ein Jahrhundert voller Landstreitigkeiten
Der Verkauf ehemaligen Gemeineigentums durch Investmentgesellschaften führte zu Gewalt und endlosen Rechtsstreitigkeiten. Von 1919 bis 1924 schnitten „night riders“ („Nachtreiter“), die mit einer zwielichtigen Organisation namens La Mano Negra („Schwarze Hand“) in Verbindung standen, Zäune durch, brannten Scheunen nieder und bedrohten die neuen Besitzer des Landbesitzes von Tierra Amarilla. Die Gewalt ließ bis 1940 nach, als das sporadische Durchschneiden von Zäunen wieder begann und bis in die 1960er Jahre andauerte. Der Großteil von Tierra Amarilla war eingezäunt und bis 1937 im festen Besitz von Großgrundbesitzern, als ein Pachtbauer namens Medardo Abeyta rechtliche Schritte einleitete, um den Erben der ursprünglichen hispanischen Siedler den Zugang zu den ehemaligen Gemeingütern des Landbesitzes zurückzuerlangen. Abeyta gründete eine Organisation namens La Corporacion de Abiquiu mit dem Ziel, private Viehzüchter „von dem Eigentum zu entfernen, das betrügerisch angeeignet worden war“ („from the property which had been fraudulently appropriated“). Er verlor den Prozess.
Die Alianza Federal de Mercedes (Federal Alliance of Land Grants, Föderale Allianz der Landvergabe) unter Leitung von Reies Tijerina  unter der Leitung von Reies Tijerina wurde 1963 mit dem Ziel gegründet, das Land zurückzufordern, das durch spanische und mexikanische Landvergabe an hispanische Siedler vergeben worden war. Die Alianza konfrontierte Viehzüchter und den United States Forest Service bei ihren Versuchen, Gemeindeland zurückzufordern. Die US-Regierung verlangte eine Liste der Mitglieder der Alianza und verhaftete mehrere Mitglieder während eines Treffens. Den Verhafteten wurde ungesetzliche Versammlung und Erpressung vorgeworfen (unlawful assembly and extortion).
Am 5. Juni 1967 besetzten Tijerina und 20 Männer das Gerichtsgebäude des Rio Arriba County in der Stadt Tierra Amarilla. Sie versuchten, den Bezirksstaatsanwalt Alfonso Sánchez (der nicht anwesend war) durch einen citizen’s arrest festzunehmen, „um auf die skrupellosen Mittel aufmerksam zu machen, mit denen die Regierung und angelsächsische Siedler sich Landbesitz der Hispanics angeeignet hatten“ („to bring attention to the unscrupulous means by which government and Anglo settlers had usurped Hispanic land grant properties“). Es kam zu einem bewaffneten Kampf im Gerichtsgebäude. Eulogio Salazar, ein Gefängniswärter, wurde verwundet und Daniel Rivera, ein Hilfssheriff, wurde verletzt. 350 Nationalgardisten, bewaffnet mit Panzern und Artillerie, FBI-Agenten und die New Mexico State Police vertrieben die Besetzer und verfolgten und verhafteten Tijerina. In seinem Prozess am 13. Dezember 1968 wurde er jedoch für unschuldig erklärt. Später wurde er erneut vor Gericht gestellt und kurzzeitig inhaftiert. Das FBI ermittelte in den 1970er Jahren weiterhin gegen Landbesitz-Aktivisten und bezeichnete sie als „inländische Terroristen“.
Im Jahr 1969 schrieb sich Amador Flores, ein Einwohner von Tierra Amarilla, eine Eigentumsurkunde aus und zahlte Grundsteuer für ein 500 Acres (200 ha) großes Grundstück. Später baute er auf dem Grundstück ein Haus. Erst 1985 wurde sein Eigentumsrecht von einer Entwicklungsgesellschaft, der Vista del Brazos, angefochten. 1988 ordnete ein Richter seine Ausweisung und Verhaftung an, doch 20 bewaffnete Unterstützer verteidigten ihn. Die ACLU behauptete, Flores’ verfassungsmäßiges Recht auf ein ordentliches Gerichtsverfahren sei verletzt worden, doch Flores saß wegen Missachtung des Gerichts etwa einen Monat im Gefängnis. Flores’ Unterstützer besetzten das Land 14 Monate lang, bis eine Einigung mit der Gesellschaft erzielt wurde, die ihm 220 Acres (89 ha) und Bargeld zusprach.
In den 1970er Jahren stoppten Landvergabeaktivisten Pläne, in der Nähe der Stadt Tierra Amarilla einen Flughafen zu bauen, um den Tourismus anzukurbeln. Ein Gegner des Flughafens sagte, er würde die Bewohner zu einem Leben verdammen, in dem sie „den Mist von Touristen und Jägern wegräumen müssen, die keinen Respekt vor unserer Kultur haben und wütend werden, wenn wir Spanisch sprechen“ („cleaning up the shit of tourists and hunters who have no respect for our culture and get mad when we speak Spanish“).
Im Jahr 2017, 50 Jahre nach der Razzia im Gerichtsgebäude, die als „ein Wendepunkt in der Geschichte New Mexicos“ („a watershed moment in New Mexico history“) beschrieben wurde, war die Bewegung zur Rückgabe des Landes von Tierra Amarilla durch die Erben der ursprünglichen Siedler abgeflaut, obwohl die Emotionen laut dem Santa Fe New Mexican noch immer hoch erhitzt waren. Eine Ironie des langen Streits um die Landrechte von Tierra Amarilla liegt darin, dass die Jicarilla Apache, die im 19. Jahrhundert auf diesem Land gelebt hatten, Ende des 20. Jahrhunderts begannen, mit ihren Gas- und Öl-Lizenzgebühren Land zu kaufen. Im Jahr 2013 besaßen die Jicarilla etwa ein Viertel des Landes, etwa 150.000 Acres (61.000 ha).